# Naaldwijk
Naaldwijk – miasto w Holandii, w prowincji Holandia Południowa, stolica gminy Westland.

## Położenie
Miasto znajduje się w pobliżu Hagi w zachodniej części Holandii.

## Galeria

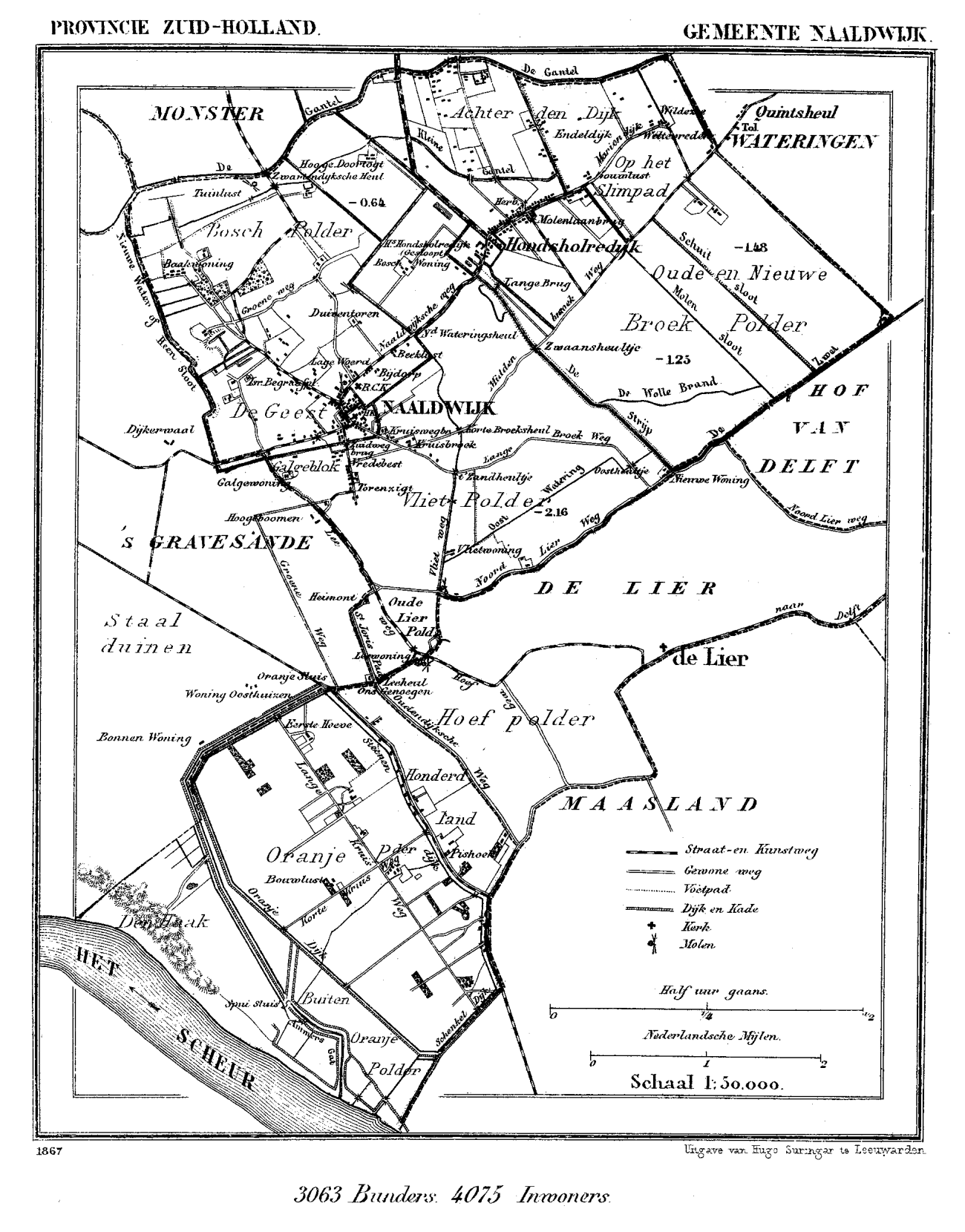
Naaldwijk w 1867 roku
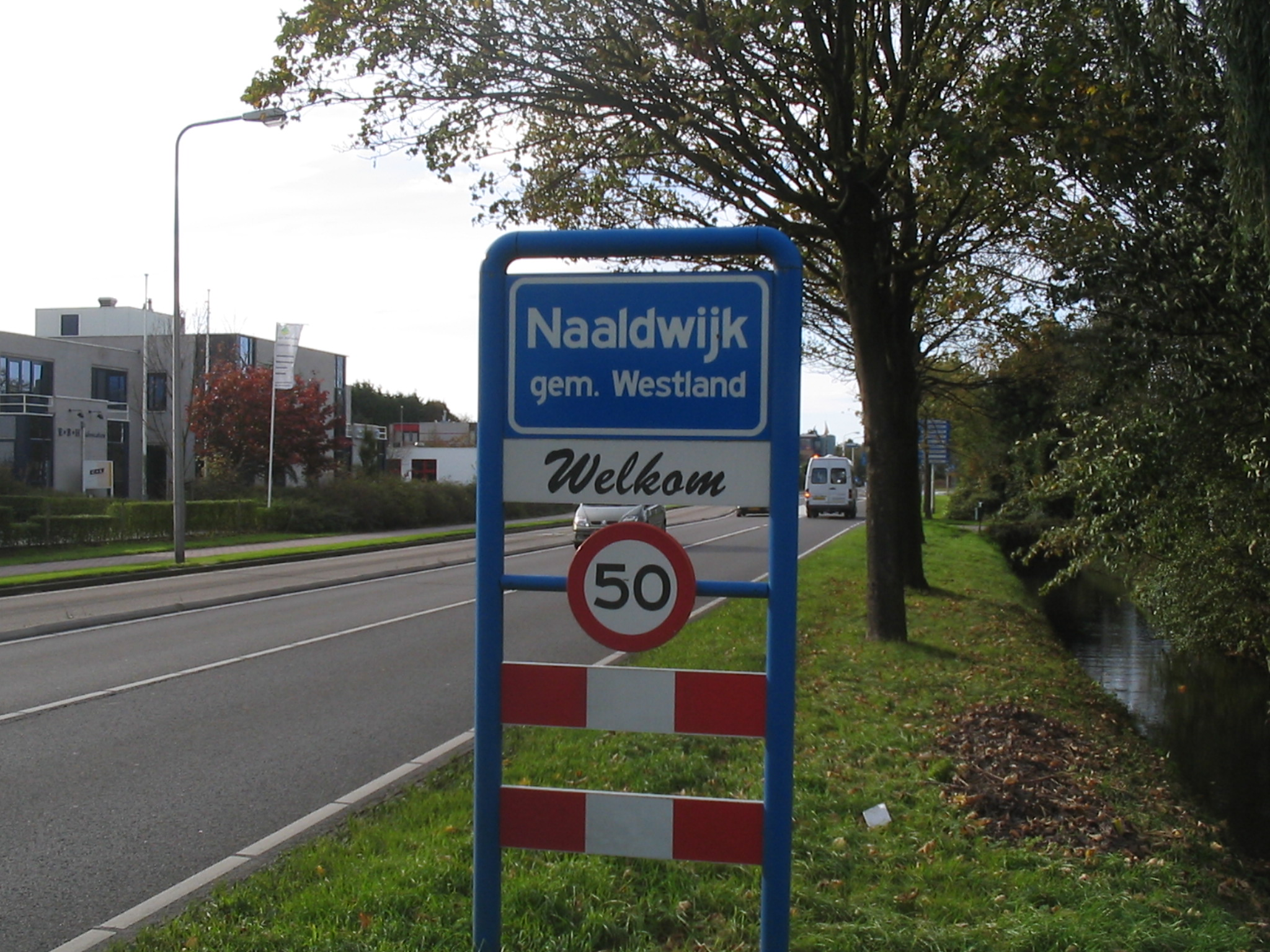
Znak powitalny przy wjeździe
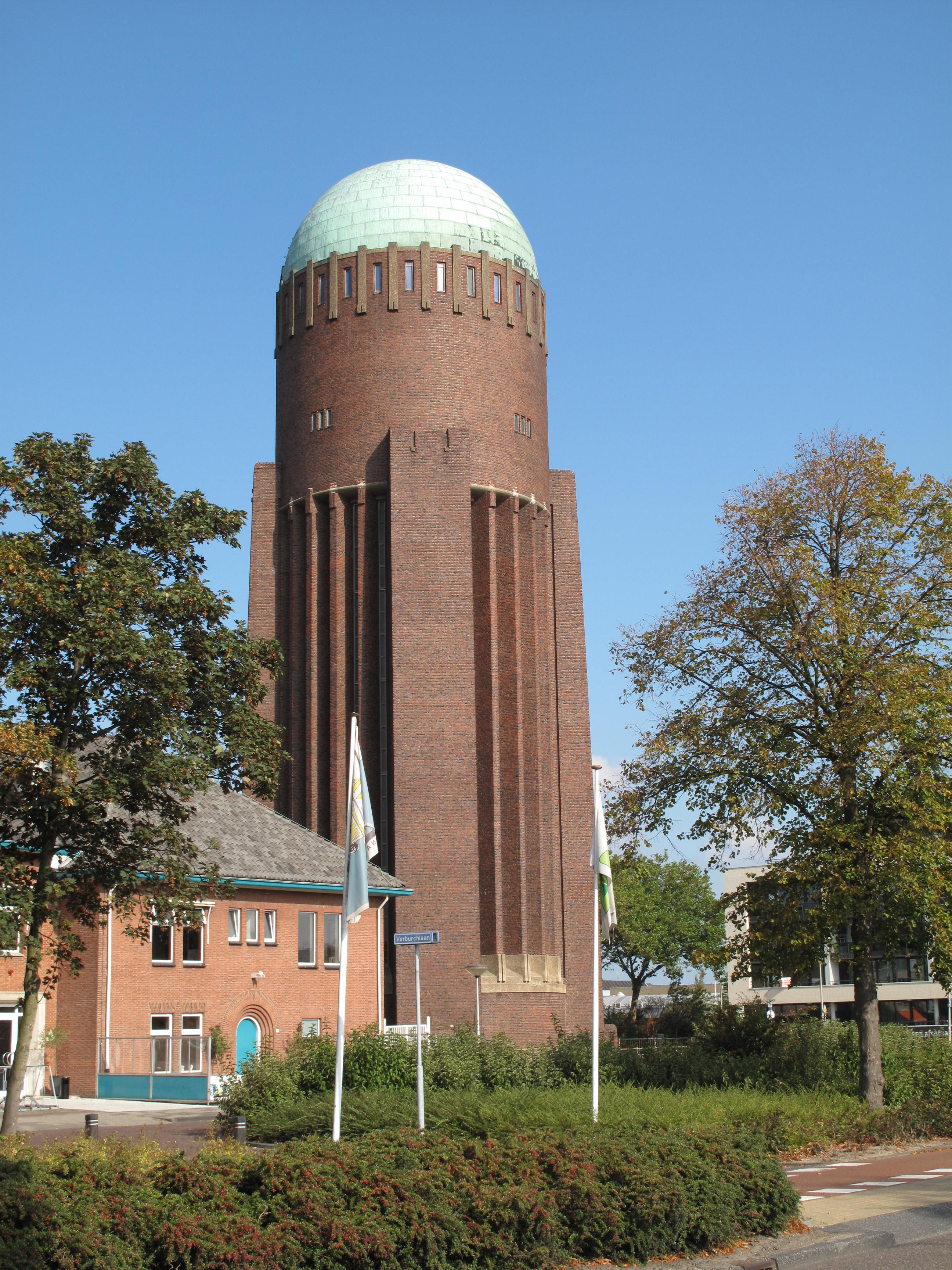
Wieża wodna